# Hornbachtal
Het Hornbachtal is een westelijk zijdal van het Lechtal in de Oostenrijkse deelstaat Tirol en ligt in zijn geheel in het district Reutte. Het dal wordt doorstroomd door de rivier Hornbach, die bij Vorderhornbach uitmondt in de Lech. Het reikt vanaf Vorderhornbach (974 meter boven NN) tot de voet van de zuidwestelijke bergtoppen van de Allgäuer Alpen. De bewoning van het dal geschiedde nadat mensen vanuit de Allgäu over de passen van dit gebergte trokken en zich in het Hornbachtal vestigden. Het dal is het enige bewoonde zijdal van het Lechtal ten noorden van de Lech. 
In het dal liggen de gemeenten Hinterhornbach en Vorderhornbach. 